# خط طول 98° غرب
خط طول 98° غرب هو أحد خطوط الطول الجغرافية، والتي تمتد من القطب الشمالي الجغرافي إلى القطب الجنوبي الجغرافي، وحسب التحويل الزمني يتأخر خط طول 98° غرب عن خط غرينتش بـ6 ساعة و32 دقيقة.

## من القطب إلى القطب
ينطلق خط طول 98° غرب من القطب الشمالي نحو القطب الجنوبي مرورا بالمناطق التي ترد في الجدول التالي:
| الإحداثيات                         | البلد أو الإقليم أو البحر | ملاحظات |
| ---------------------------------- | ------------------------- | --- |
| 90°0′N 98°0′W / 90.000°N 98.000°W  | المحيط المتجمد الشمالي    | مرورا بغرب the Fay Islands, نونافوت, كندا (في 79°35′N 97°40′W / 79.583°N 97.667°W) |
| 78°49′N 98°0′W / 78.817°N 98.000°W | كندا                      | نونافوت — جزيرة آمون ريجنس [لغات أخرى]‏ |
| 78°17′N 98°0′W / 78.283°N 98.000°W | Hassel Sound              | |
| 77°50′N 98°0′W / 77.833°N 98.000°W | Unnamed waterbody         | |
| 76°34′N 98°0′W / 76.567°N 98.000°W | كندا                      | نونافوت — Loney Island و Bathurst Island |
| 75°1′N 98°0′W / 75.017°N 98.000°W  | Parry Channel             | مرورا بشرق Garrett Island, نونافوت, كندا (في 74°45′N 98°8′W / 74.750°N 98.133°W) · مرورا بغرب Lowther Island, نونافوت, كندا (في 74°29′N 97°47′W / 74.483°N 97.783°W) |
| 74°7′N 98°0′W / 74.117°N 98.000°W  | كندا                      | نونافوت — Russell Island و جزيرة أمير ويلز (نونافوت) |
| 71°40′N 98°0′W / 71.667°N 98.000°W | Larsen Sound              | |
| 69°54′N 98°0′W / 69.900°N 98.000°W | كندا                      | نونافوت — جزيرة الملك وليام |
| 68°42′N 98°0′W / 68.700°N 98.000°W | Simpson Strait            | |
| 68°32′N 98°0′W / 68.533°N 98.000°W | كندا                      | نونافوت مانيتوبا — من 60°0′N 98°0′W / 60.000°N 98.000°W, مرورا عبر بحيرة وينيبيغ |
| 49°0′N 98°0′W / 49.000°N 98.000°W  | الولايات المتحدة          | داكوتا الشمالية داكوتا الجنوبية — من 45°56′N 98°0′W / 45.933°N 98.000°W نبراسكا — من 42°46′N 98°0′W / 42.767°N 98.000°W كانساس — من 40°0′N 98°0′W / 40.000°N 98.000°W أوكلاهوما — من 37°0′N 98°0′W / 37.000°N 98.000°W تكساس — من 34°0′N 98°0′W / 34.000°N 98.000°W |
| 26°3′N 98°0′W / 26.050°N 98.000°W  | المكسيك                   | ولاية تاماوليباس ولاية فيراكروز — من 22°21′N 98°0′W / 22.350°N 98.000°W ولاية هيدالغو — من 20°36′N 98°0′W / 20.600°N 98.000°W ولاية بويبلا — من 20°28′N 98°0′W / 20.467°N 98.000°W ولاية تلاكسكالا — من 19°38′N 98°0′W / 19.633°N 98.000°W Puebla — من 19°13′N 98°0′W / 19.217°N 98.000°W ولاية فيراكروز — من 22°21′N 98°0′W / 22.350°N 98.000°W ولاية واهاكا — من 17°59′N 98°0′W / 17.983°N 98.000°W |
| 16°7′N 98°0′W / 16.117°N 98.000°W  | المحيط الهادئ             | |
| 60°0′S 98°0′W / 60.000°S 98.000°W  | المحيط الجنوبي            | |
| 71°48′S 98°0′W / 71.800°S 98.000°W | القارة القطبية الجنوبية   | المطالب الإقليمية بالقارة القطبية الجنوبية |